# Глокализация

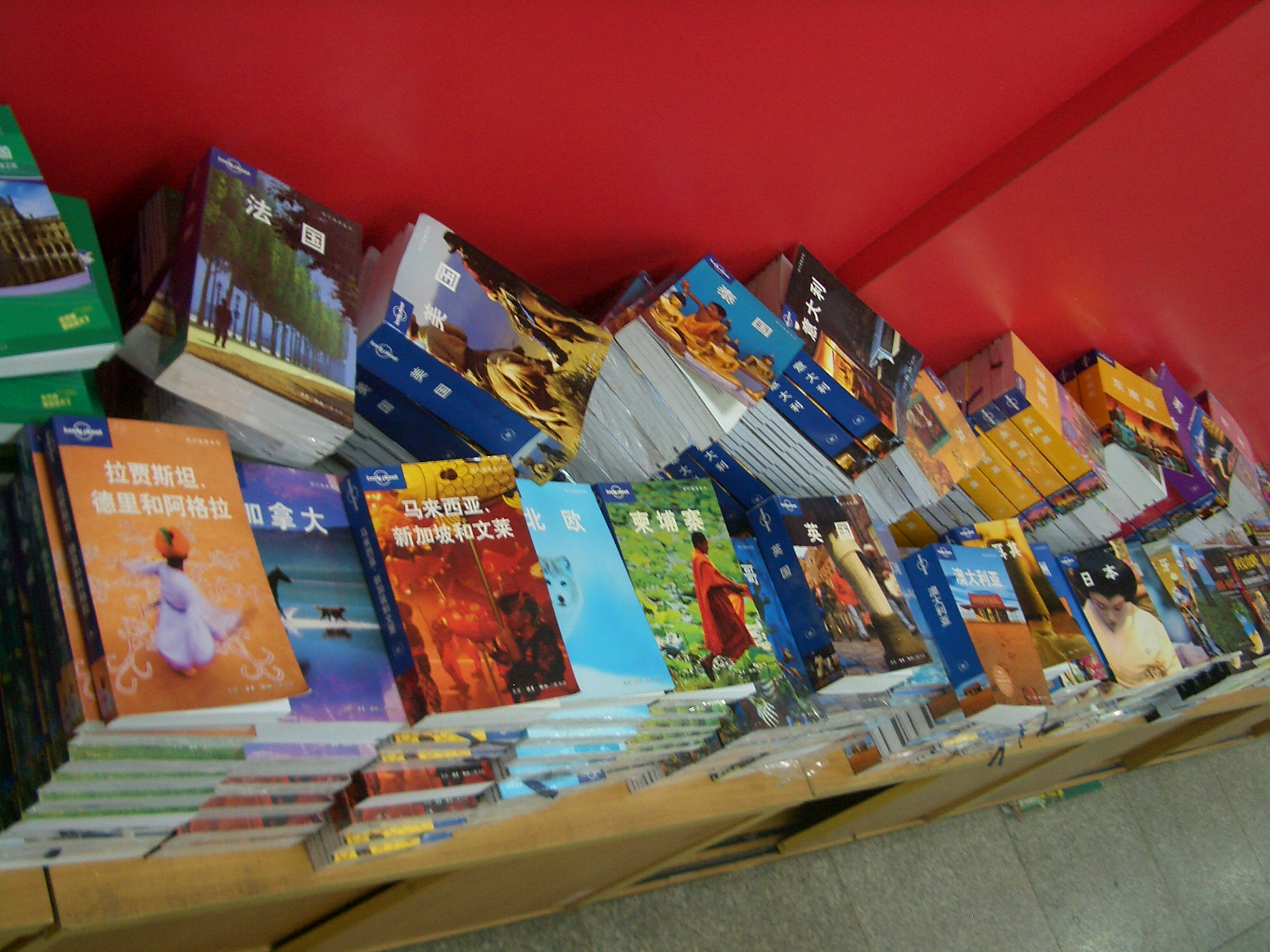
Путеводители Lonely Planet на китайском языке в книжном магазине в Ланьчжоу.

Глокализация (англ. Glocalisation) — процесс экономического, социального, культурного развития, характеризующийся сосуществованием разнонаправленных тенденций: на фоне глобализации вместо ожидаемого исчезновения региональных отличий происходит их сохранение и усиление. Вместо слияния и унификации возникают и набирают силу явления иного направления: сепаратизм, обострение интереса к локальным отличиям, рост интереса к традициям глубокой древности и возрождению диалектов.

## История
Этот концепт был впервые использован японцами в 1980-х годах в связи с ведением сельскохозяйственной деятельности в локальных бизнес-условиях. Термин «глокализация» берёт своё начало от японского слова dochakuka и в переводе означает «делать что-либо по-туземному». В микромаркетинговых исследованиях японские экономисты пришли к выводу, что распределение и продвижение продукции в глобальном масштабе должно учитывать географические, социальные, антропологические и культурные различия между отдельными регионами.
Очень быстро этот концепт стал предметом изучения западных социологов. Одну из ключевых позиций в изучении этого феномена занял английский социолог Роланд Робертсон. Он пишет о том, что глобальные и локальные тенденции взаимодополняемы и взаимопроникают друг в друга, хотя в конкретных ситуациях могут прийти в столкновение. По его мнению, данные «негативные конкретные ситуации» порождаются ещё дуалистическим сознанием эпохи модерна, когда конфликт между традиционными локальностями и универсалистическими тенденциями казался очевидным и закономерным.
Термин «глокализация» также находит своё отражение в экономических теориях. Субъекты глобальной экономики зачастую понимают, что всеобщая универсализация жизненных стандартов только вредит динамике рынка. Ульрих Бек формирует эту идею весьма радикально. Автор утверждает, что при формировании унифицированной культуры, в которой, с одной стороны, отмирают локальные культуры, а с другой — все потребляют, наступает конец рынка и конец прибылей.
К социально-культурным проявлениям глобализации обычно относят унификацию вкусов, привычек, поведения людей, их предпочтений, а также, как следствие социокультурной глобализации, — ослабление традиций, разрушение патриархальных семейных связей. Процесс глокализации, как протеста, неотъемлемо набирает обороты в данном случае. Подобное происходит в технических, материальных, технологических сферах деятельности, где наблюдается всё большая взаимозависимость и взаимодействие в мире. В сфере, которая касается непосредственно культуры, весьма часто действуют самые разные тенденции: от принятия глобальных изменений до конфронтации с ними. В некоторых случаях нарастает и культурный изоляционизм.

## Использование
В основе глокализации лежит идея децентрализованного и «справедливого» мира. Модели глокализации разрабатываются, опираясь на сетевые формы самоорганизации и межкультурную коммуникацию. Первая глокальная организация — Glocal Forum — возникла в 2001 году. Её цель — ускорение мирового развития через развитие местностей и повышение внимания к локальным проблемам. Однако, этот феномен принимает различные формы в бизнесе, медиа и образовании.

### В бизнесе
Основной мотив глобализации — это увеличение подвижности всяческих потоков: финансовых, информационных, людских, материальных и прочих. Однако эта подвижность может увеличиваться, только если существуют значительные различия между регионами, источниками и получателями. Наиболее наглядно это можно проиллюстрировать на примере туризма. Не имеет смысла куда-либо ехать, если везде будет одно и то же.
В свете обострения борьбы между транснациональными компаниями и движением антиглобализма со смещением в сторону отстаивания прав национальных производителей и потребителей, глокализацию следует рассматривать компромиссным вариантом формирования планетарного рынка производства и потребления универсальных товаров. Ряд транснациональных корпораций пропагандируют глокализацию в качестве стратегии, предполагающей создание новых производств в регионах, или тактики на подстраивание под потребности покупателей и вкусы потребителей.
Сами транснациональные корпорации, как главный исполнитель экономической глобализации, очень заинтересованы не только в сохранении, но даже усилении региональных отличий. Прибыль в современной мобильной экономике возможна только при наличии разности потенциалов между различными регионами. Маркетологи, разрабатывающие «глобальные бренды», в ситуации мультикультурного постмодерна рискуют обанкротить собственные компании. Глокализация изменяет саму стратегию брендинга, требуя максимального учёта культурных особенностей потребителя. «Локализуется» не только сам продукт, но и весь комплекс маркетинговых коммуникаций, и порой даже имидж самих маркетологов.
Глокализация проявляется зачастую в самых неожиданных контекстах и активно используется теми компаниями, которые привыкли видеть в числе самых настойчивых проводников глобальных стандартов. Так, во французских роликах «McDonalds» всячески воспевается качество французских продуктов, из которых только и получаются «настоящие гамбургеры». Кубинцы, уже десятилетиями пьющие коктейль «Cuba libre» из рома и кока-колы, могут обидеться, если им сообщат, что кока-кола — напиток янки.
Однако эта практика не является достоянием лишь «акул мирового бизнеса». Она открывает и аналогичные, «зеркальные» возможности для местных производителей уникальных товаров и услуг повсюду в мире. На адаптацию глобальными монополиями своих стандартов к местным особенностям они отвечают глобальным продвижением собственных локальных брендов. Часть из них (наиболее успешная) обычно скупается глобальными корпорациями, но всё же ни одна монополия не может производить «всё». Да и сами эти монополии, развивая множество локальных брендов, всё более теряют имидж неких глобальных «стандартизаторов». Глокализация, в сущности, ведёт к тому, что глобальность оказывается не каким-то одномерным пространством, но транслокальностью.

### В медиа
Томас Фридман в своей книге «Плоский мир: краткая история двадцать первого века» (англ. The World Is Flat) говорит о том, как интернет поощряет процесс глокализации. Автор ведёт откровенный разговор о многих положительных и отрицательных реальностях, которые тесно переплетаются. Он приходит к выводу, что процесс уплощения зачастую предлагает наилучшее потенциальное будущее. Таким образом, глокализация, к примеру, побуждает людей создавать веб-сайты на родном языке.

### В образовании
Джефри Брукс и Энтони Нормор попытались изучить, как понятие глокализации, значимой интеграции локальных и глобальных сил, помогает руководителям образовательных структур информировать и повышать свои педагогические навыки и практику. Они предполагают, что современные образовательные лидеры должны развивать глокальную грамотность в девяти конкретных областях знаний: политическая грамотность, экономическая грамотность, культурная грамотность, нравственная грамотность, педагогическая грамотность, информационная грамотность, организационная грамотность, духовная и религиозная грамотность, и светская грамотность. Авторы утверждают, что каждая из этих областей грамотности является динамичной, все они взаимосвязаны между собой. Однако необходимо учитывать тот факт, что области могут оказаться под влиянием дискретного агентства образовательных лидеров и приносить вред обществу.

## Критика
Рассматривая понятие глокализации, уместнее всего говорить о внутреннем расколе учёных на лагеря и их критике по отношению друг к другу. Так, к примеру, Хондкер критикует Ритцера и говорит о том, что нет синонимии или эквивалентности между глокализацией и гибридизацией. В его понимании, гибридизация имеет более широкий смысл и включает в себя глокализацию как частный случай:

При обсуждении глокализации некоторые авторы склонны приравнивать её к гибридизации. Однако такой подход может вводить в заблуждение. Глокализация включает в себя перемешивание, смешивание адаптированных двух или более процессов, один из которых должен быть локальным. Но возможно также принятие гибридной версии, которая не включает в себя локальные характеристики… Глокализация имеет смысл в том случае, когда состоит по меньшей мере из одного компонента, который обращается к местной культуре.
Оригинальный текст (англ.)In the discussion of glocalization some writers tend to conflate it with hybridization. This may be somewhat misleading. Glocalization involves blending, mixing adapting of two or more processes one of which must be local. But one can accept a hybrid version that does not involve local… Glocalization to be meaningful must include at least one component that addresses the local culture, system of values and practices and so on.

Виктор Роудометоф в книге «Глокализация: Критическое введение» предпринимает попытку создать критический подход к изучению данного феномена. Автор говорит о том, что глокализацию не следует рассматривать в качестве нового большого нарратива для социальных и гуманитарных наук. Поэтому Роудометоф выделяет три основных ограничения.
Первый из них связан с тем, что глокальность является концепцией с ограниченной объяснительной силой. Основная масса теоретиков выступает за неограниченную версию, но автор заявляет, что исследователи должны занимать прямо противоположную позицию.
Второе ограничение связано с контрастом между интерпретацией понятия в локальных и глобальных рамках. Роудометоф считает, что основная масса попыток в разработке интерпретации глокализации основана на аналитически автономной концепции, в то время как практически полностью отсутствует обсуждение глокального против локального.
Третье ограничение тесно связано с необходимостью переосмысления концепции самого процесса глобализации. Ни одна трактовка глокализации не может быть окончательной и всеобъемлющей без пересмотра её отношения к глобализации. В обширной литературе по глобализации не существует коллективного определения глокализации и никакой авторитетной точки зрения, при помощи которой можно было бы установить простую или прямую корреляцию между глобальным и глокальным.